# Oxyaeida kebreabstretchi
Oxyaeida kebreabstretchi är en insektsart som beskrevs av Nicholas David Jago 1994. Oxyaeida kebreabstretchi ingår i släktet Oxyaeida och familjen gräshoppor. Inga underarter finns listade i Catalogue of Life.